# Эратосфен (один из Тридцати тиранов)
Эратосфен (др.-греч.  Ἐρατοσθένης; умер после 403 года до н. э.) — древнегреческий политический деятель, сторонник олигархического режима Четырёхсот в 411 году до н. э., один из Тридцати тиранов, правивших Афинами в 404—403 годах до н. э. После свержения Тридцати был амнистирован и остался в родном городе. Выдающийся оратор Лисий привлёк его к суду за убийство брата, но, скорее всего, проиграл процесс (текст речи «Против Эратосфена» сохранился). Возможно, именно этот Эратосфен был убит афинянином Эвфилетом, заставшим его в постели со своей женой и заказавшим Лисию защитную речь.

## Биография
О жизни Эратосфена известно немногое, и большая часть сохранившейся информации содержится в речи Лисия. По данным этого оратора, в 411 году до н. э., когда к власти в Афинах пришёл олигархический Совет Четырёхсот, Эратосфен оказался активным сторонником нового режима. Тогда он был триерархом (капитаном корабля, построенного на собственные деньги) и вёл среди моряков, поддерживавших демократию, агитацию в пользу Четырёхсот; позже Эратосфен бросил свой корабль в проливе Геллеспонт и бежал в Афины, чтобы присоединиться к олигархам.
Следующее упоминание об Эратосфене относится к 404 году до н. э. После поражения Афин в Пелопоннесской войне он стал сначала одним из пяти эфоров в составе специального комитета, правившего городом, а потом членом коллегии Тридцати. Формально эта коллегия была создана «для составления свода законов в духе старины», а фактически сосредоточила в своих руках власть над Афинами как олигархический орган, опиравшийся на спартанский гарнизон (позже членов коллегии стали называть «Тридцатью тиранами»). Известно, что Эратосфена включили в состав этого органа по решению гетерий, и он представлял там филу Энеида. В 403 году до н. э. власть Тридцати была свергнута; большая их часть бежала из Афин, но Эратосфен со своим коллегой Фидоном остался и, по-видимому, был амнистирован. Оратор Лисий привлёк его к суду за убийство своего брата Полемарха. Лисий сам произнёс перед присяжными речь, текст которой сохранился. Скорее всего подсудимый был оправдан.
Эратосфеном звали человека, который соблазнил супругу незнатного афинянина по имени Эвфилет. Последний в соответствии с законами Драконта убил любовника жены, когда застал его в своём доме, и предстал перед судом, причём речь для него написал Лисий; исход этого процесса неизвестен, как и его дата. В историографии существует мнение, что и здесь речь идёт о бывшем члене коллегии Тридцати, так как имя Эратосфен было очень редким. Впрочем, антиковед Д. Портер предположил, что речь рассказывает о вымышленной ситуации и соответственно не произносилась в суде: Лисий мог её написать для того, чтобы продемонстрировать своё мастерство потенциальным заказчикам.